# Tattendorf
Tattendorf è un comune austriaco di 1 448 abitanti nel distretto di Baden, in Bassa Austria. 
È stato istituito il 1º gennaio 1988 quando il comune mercato di Steinfelden è stato soppresso e suddiviso nei comuni di Blumau-Neurißhof, Günselsdorf, Tattendorf e Teesdorf.